# Iris Becher
Iris Becher (* 1988 in Buenos Aires) ist eine deutsche Schauspielerin.

## Leben
Von 2009 bis 2012 besuchte Iris Becher die Hochschule für Schauspielkunst „Ernst Busch“ Berlin. Bereits während des Studiums spielte sie erste Rollen unter anderem am Berliner Arbeiter-Theater. 2011 war Becher am Deutschen Theater engagiert, 2013–2020 gehörte sie dem Ensemble der Schaubühne an. Bekannte Stücke, in denen Becher bislang zu sehen war, sind Ralph Benatzkys Singspiel Im weißen Rößl, Der Fremde nach dem gleichnamigen Roman von Albert Camus, Leonce und Lena von Georg Büchner oder Molières Der eingebildete Kranke. Unter der Regie von Lars Eidinger spielte sie 2013 die weibliche Titelrolle in William Shakespeares Tragödie Romeo und Julia.
In der Saison 2023/24 ist sie Ensemblemitglied am Schauspielhaus Wien.
Gelegentlich arbeitet Becher auch vor der Kamera. Für ihre Rolle in dem Kurzfilm Nachspiel erhielt sie 2016 sowohl auf dem Big As Texas Short Film Festival als auch auf dem Beeston Film Festival jeweils eine Nominierung in der Kategorie „Beste Darstellerin“. 2012 und 2015 wirkte Becher, die neben deutscher auch spanische Muttersprachlerin ist, in zwei spanischen Kinoproduktionen mit.

## Filmografie (Auswahl)
- 2012: Un Suave Olor a Canela
- 2013: Die Welt da draußen (Kurzfilm)
- 2015: Nachspiel (Kurzfilm)
- 2015: SOKO Wismar – Gras drüber
- 2015: Los Territorios
- 2021: SOKO Wismar – Lütte Deern
- 2021: Der Flensburg-Krimi: Der Tote am Strand
- 2021: Nix Festes – Don’t Cha?

## Hörspiele
- 2014: Versuch über die Müdigkeit – Autor: Peter Handke – Regie: Korbinian Schmidt